# Marjo (Vorname)
Marjo ist ein weiblicher Vorname.

## Herkunft und Varianten
Der Name ist die finnische und niederländische Form von Maria und die niederländische Kombination aus Maria mit Johanna oder Josephine.
Weitere Varianten sind Maaria/Marja (finnisch) und Marja (niederländisch).

## Verbreitung
Der Name Marjo ist im deutschsprachigen Raum nur selten anzutreffen. In der Schweiz tragen 21 Personen diesen Namen (Stand 2022). Im Gegensatz dazu ist der Name in den Niederlanden seit den 1930er Jahren jährlich in der Namensgebung vertreten. Er gilt aber als nur mäßig beliebt und wurde seit 1930 etwa 1.200 Mal vergeben. In den nordischen Ländern ist der Name besonders in Finnland verbreitet, dahingegen kommt er in Schweden, Dänemark und Norwegen nur selten vor. Der Name wurde in den USA von Mitte der 1930er bis Ende der 1960er Jahre fast jährlich gewählt. Die Vergabe ist auch in Schottland und Kanada nachgewiesen.

## Bekannte Namensträgerinnen
- Marjo, eigentlich Marjolène Morin (* 1953), frankokanadische Rocksängerin und Komponistin
- Marjo Korander (* 1981), finnische Skilangläuferin
- Marjo van der Knaap (* 1958), niederländische pädiatrische Neurologin
- Marjo Matikainen-Kallström (* 1965), finnische Skilangläuferin
- Marjo Voutilainen (* 1981), finnische Eishockeyspielerin